# Żary (gemeente)
De gemeente Żary is een landgemeente in het Poolse woiwodschap Lubusz, in powiat Żarski.
De zetel van de gemeente is in miasto Żary, wijk Śródmieście.
Op 30 juni 2004 telde de gemeente 11 486 inwoners.

## Oppervlakte gegevens
In 2002 bedroeg de totale oppervlakte van gemeente Żary 294,43 km², waarvan:
- agrarisch gebied: 44%
- bossen: 47%

De gemeente beslaat 21,13% van de totale oppervlakte van de powiat.

## Demografie
Stand op 30 juni 2004:
| Omschrijving                   | Totaal | Totaal | Vrouwen | Vrouwen | Mannen | Mannen |
| ------------------------------ | ------ | ------ | ------- | ------- | ------ | ------ |
| eenheid                        | aantal | %      | aantal  | %       | aantal | %      |
| inwoners                       | 11 486 | 100    | 5834    | 50,8    | 5652   | 49,2   |
| bevolkingsdichtheid (inw./km²) | 39     | 39     | 19,8    | 19,8    | 19,2   | 19,2   |

In 2002 bedroeg het gemiddelde inkomen per inwoner 1413,72 zł.

## Administratieve plaatsen (sołectwo)
Biedrzychowice Dolne, Bieniów, Bogumiłów-Janików, Drozdów-Rusocice, Drożków, Grabik, Kadłubia, Lubanice, Lubomyśl, Łaz, Łukawy, Marszów, Miłowice, Mirostowice Dolne, Mirostowice Górne, Olbrachtów, Olszyniec, Rościce, Sieniawa Żarska, Siodło, Stawnik, Surowa, Włostów-Dąbrowiec, Złotnik.

## Aangrenzende gemeenten
Iłowa, Jasień, Lipinki Łużyckie, Nowogród Bobrzański, Przewóz, Wymiarki, Żagań, Żagań, Żary